# Lersjötjärnen
Lersjötjärnen är en sjö i Karlstads kommun i Värmland och ingår i Göta älvs huvudavrinningsområde. Sjön har en area på 0,0602 kvadratkilometer och ligger 192,3 meter över havet.

## Delavrinningsområde
Lersjötjärnen ingår i det delavrinningsområde (662475-137970) som SMHI kallar för Inloppet i Östra Örten. Medelhöjden är 188 meter över havet och ytan är 22,58 kvadratkilometer. Räknas de 3 avrinningsområdena uppströms in blir den ackumulerade arean 118,14 kvadratkilometer. Tjärnsälven (Näsälven) som avvattnar avrinningsområdet har biflödesordning 2, vilket innebär att vattnet flödar genom totalt 2 vattendrag innan det når havet efter 298 kilometer. Avrinningsområdet består mestadels av skog (79 procent). Avrinningsområdet har 0,48 kvadratkilometer vattenytor vilket ger det en sjöprocent på 2,1 procent.